# John Nelson (director de orquesta)
John Wilton Nelson (San José, 6 de diciembre de 1941-31 de marzo de 2025) fue un director de orquesta costarricense-estadounidense.

## Biografía
Hijo de padres estadounidenses, nació en San José (Costa Rica) de Costa Rica, el 6 de diciembre de 1941. Permaneció su infancia en ese país hasta los once años, edad en la cual partió junto a sus padres, quienes se desempeñaban como misioneros de la Misión Latinoamericana (Iglesia protestante).

## Trayectoria artística
Estudió en el Wheaton College en Illinois y posteriormente en la Juilliard School of Music con Jean Morel.
Fue director musical de la Orquesta Sinfónica de Indianápolis entre 1976 y 1987, con la que realizó dos grabaciones de algunas composiciones de Ellen Taaffe Zwilich y Charles Martin Loeffler para el sello New World Records. En el Opera Theatre of Saint Louis fue director Musical entre 1985 y 1988 y Director Principal entre 1988 y 1991. También fue director del Caramoor Festival de 1983 a 1990. En septiembre de 1998, fue nombrado Director Musical del Ensemble Orchestral de Paris y en marzo de 2007 se anunció que dejaría ese cargo al final de la temporada 2007-2008.
Fue ampliamente reconocido como un gran intérprete de obras monumentales del Periodo romántico, por sus interpretaciones operísticas (en particular las del compositor Hector Berlioz), así como las de composiciones del Periodo Barroco.
Regularmente dirige orquestas en la mayoría de las ciudades más importantes del mundo. En Estados Unidos ha dirigido la Orquesta Filarmónica de Nueva York, la Orquesta Filarmónica de Los Ángeles, la Orquesta de Filadelfia y las orquestas sinfónicas de Boston, Chicago, Pittsburgh, San Francisco y Cleveland. En América Latina ha dirigido la Orquesta Sinfónica Nacional y el Coro Sinfónico Nacional (Costa Rica) en varias oportunidades. En Europa ha dirigido todas las orquestas de Londres, la Orquesta Estatal Sajona de Dresde, la Orquesta de la Gewandhaus de Leipzig, la Orquesta de París y las orquestas de Colonia, Stuttgart, Róterdam, Oslo y Estocolmo.
John Nelson también es reconocido por su interés en el música coral y actualmente es director musical de la organización artística Soli Deo Gloria, la cual tiene el fin de promover la música coral sacra en escenarios en los que nos es habitualmente escuchada.
En 1994 obtuvo el Premio Grammy a la mejor grabación de ópera por la producción de 1993 de la ópera Sémele de Georg Friedrich Händel.